# Eddie Hughes
Eddie Hughes (Greenville, 26 maggio 1960) è un ex cestista statunitense, professionista nella NBA.

## Carriera
Venne selezionato dai San Diego Clippers al settimo giro del Draft NBA 1982 (140ª scelta assoluta).

## Palmarès
- CBA All-Defensive First Team (1984)